# Gmina Marciszów
Gmina Marciszów je polská vesnická gmina v okrese Kamienna Góra v Dolnoslezském vojvodství. Sídlem gminy je obec Marciszów. V roce 2018 zde žilo 4 513 obyvatel.
Gmina má rozlohu 81,6 km² a zabírá 20,6 % rozlohy okresu. Skládá se z 9 starostenství.

## Části gminy
Starostenství
Ciechanowice, Domanów, Marciszów, Nagórnik, Pastewnik, Pustelnik, Sędzisław, Świdnik, Wieściszowice